# 粵澳名優商品展
粵澳名優商品展（葡萄牙語：Feira de Produtos de Marca da Província de Guangdong e Macau）前稱為粵澳名優商品展銷會，由澳門貿易投資促進局、廣東省商務廳聯合主辦，首屆於2009年舉辦，2016年更名現名，該展覽集為一個展銷、購物、文化、休閒娛樂於一身的嘉年華式開放活動，一般會在每年7月下旬至8月上旬舉行。

## 歷史
2009年6月，為配合《珠三角地區改革發展規劃綱要》，及進一步落實《廣東省對外貿易經濟合作廳和澳門貿易投資促進局加強全面戰略合作協定》，在澳門特別行政區政府及廣東省人民政府共同指導下，首屆“粵澳名優商品展銷會”於2009年7月30日至8月2日於澳門漁人碼頭會議展覽中心舉行，作為兩地經貿合作的又一經貿盛事，集商品貿易、文化文流、購物、消閒娛樂於一身，內容豐富、開放創新。同期透過產品展銷、商業配對、經貿洽談等多項經貿活動，為參展參會人士提供合作交流平台，舉辦多個專場推介會向與會客商宣傳推廣當地投資環境。
2010年，粵澳名優商品展銷會繼續舉行，亦是繼 “2003年粵西名優產品展銷會” 及 “2009粵澳名優產品展銷會” 後，澳門與廣東省又一次大型展銷活動。為迎接即將到來的2010年廣州亞運會，主辦方特別邀請2010廣州亞運會組委會銷售亞運紀念品，展覽日期為2010年7月22日至25日於澳門漁人碼頭會議展覽中心舉行，延續2009年首屆活動成功的基礎上，為兩地企業開拓及進一步活化兩地銷售市場，並推動更緊密的合作交流，為廣東省的名優商品借助澳門平臺打進葡語國家創造更多的商機及機遇，同時亦為市民及遊客帶來更多的名優商品之選擇。
由「2012粵澳名優商品展銷會」起，廣東省展區會取消按地級市分區的舊有形式，改為以產業分區，重點推動食品、日用品及禮品三大種類的名優商品，讓商品更集中和具主題性，有助採購人員更容易找到相關的貨品。澳門展區繼續以澳門製造、澳門品牌之商品爲主、大會還希望引入更多葡語國家的商品，銷售代理葡語國家產品的澳門企業報名將優先被選取參展。 
2014年，展銷會廣東省主辦方改為廣東省商務廳，並舉辦至第六屆。大會首次增設DIY展區，透過多項創新的活動為參觀者帶來煥然一新的參觀體驗，同時亦能宣傳澳門、廣東的名優商品，增加購買意欲，這些特色活動，適合不同年齡層的消費群參與。
2016年，展銷會首次移師至澳門威尼斯人會議展覽中心舉行，該屆除增加「一帶一路」元素外，更首次與「澳門國際品牌連鎖加盟展2016」同期舉行，以發揮協同效應，為參展商增客源、創商機。展會亦踏入第八屆，展期由4天改為3天，並更名為「粵澳名優商品展」。展會面積擴大至10,000平方米，除續設有澳門特色商品展區和廣東省名優商品展區外，為配合國家發展新戰略，由該屆展會起注入「一帶一路」沿線國家及城市的元素。
2017年，「粵澳名優商品展」繼續在澳門威尼斯人會議展覽中心舉行，並再次引入｢一帶一路｣元素及與「澳門國際品牌連鎖加盟展2017」同期舉行。該屆展會將聚焦於粵澳兩地飲食生活文化，以「粵澳號美食列車」為主題，運用連結粵澳兩地的共同生活文化｢美食｣，編織出粵澳一日生活圈帶來的美好時代。展出面積將較2016年增加30%。
2020年至2022年，受本地及鄰近地區COVID-19疫情影響，“粵澳名優商品展”一度延期至11月或12月期間舉行。
2023年，「粵澳名優商品展」第二度移師舉行地點，並首次在銀河國際會議中心展覽館舉辦，展期再度延長至4天。該屆展會繼續聚焦「預製菜」餐飲產業趨勢，一連四日藉展銷、商業配對、直播、論壇路演等系列安排，助力企業促銷售、拓商機，同時深化粵澳經貿合作。

## 歷年活動

### 粵澳名優商品展銷會時期

#### 2009年
“2009粵澳名優商品展銷會”於2009年7月30日至8月2日一連四天在澳門漁人碼頭會展中心舉行。展銷區域共設立259個展位，包括多家廣東十大品牌企業及數十家澳門品牌企業等參展單位，展區面積達6,000平方米，展示內容包括：廣東省名優商品展覽及展銷區，即廣東省企業之名優商品，以城市為區域安排在展館內進行展示及銷售。展館內還設有澳門名優商品展區：有超過六十家澳門企業設置展位，主要包括澳門品牌、澳門製造和澳門代理企業，向與會客商展示澳門品牌商品形象，並與廣東參展企業進行對接與合作。此外，廣東省參展各市之外經貿局單位亦設置專區，推介當地投資環境、行業發展情況及市場商機。展區外亦設有多個配套設施，包括美食展區等，進一步為參觀人士提供便捷舒適的環境。 專業推介與商業配對採購洽談等多元商務活動，深化粵澳經貿合作 展覽期間，主辦機構將安排十多場經貿專業推介會，邀請多個領域的著名品牌企業介紹行業商機和市場資訊。

#### 2010年
“2010年粵澳名優商品展銷會”於2010年7月21日至25日一連四天在澳門漁人碼頭會展中心舉行。首天舉行了「服務業與服務貿易論壇」，廣東省對外貿易經濟合作廳代表及澳門商會、企業代表就推動粵澳兩地服務經貿合作進行互動交流和深入探討。另外展銷會四天共舉辦了14場專業推介會，推介會內容涉及飲料、品茶、家庭環保用具、養生及化妝品使用等。
展銷會共設249個展位，面積約6000平方米。展銷展示商品包括廣東的名優商品和澳門特色商品，包括食品、茶葉、小家電、日用品、電子產品、工藝品和旅遊紀念品等。

#### 2011年
「2011粵澳名優商品展銷會」在粵澳合作框架政策的推動下，承接前兩屆的基礎，將進一步加強兩地企業更緊密的合作交流。通過商品展銷、商業配對、採購洽談以及推介等形式，為兩地企業名優、品牌商品建立展示平臺，提高產品知名度，開拓及進一步活化相互銷售市場，以及拓展海內外市場，同時為澳門居民及旅客帶來更多的名優商品之選擇。
展銷會於2011年7月28日至31日一連四天在澳門漁人碼頭會議展覽中心舉行，作為同年3月簽署的《粵澳合作框架協議》下粵澳兩地經貿部門及企業一個重要經貿活動。展銷會面積約6,000平方米，並採取展銷、展示兩個形式，分設展銷區及展示區。合共有展位267個，其中本澳85個，廣東省182個。展銷展示商品包括澳門及廣東省各市的食品、日用品、電子產品、工藝品等名優商品。2011年屆特別加設城市「精品廊展示區」 ，特選名優商品展示。為配合澳門經濟多元發展，突出澳門製造的品牌及文化創意產業，澳門展區更首次設置饒富澳門特色的「MinM」(澳門製造)及「文創展區」，展示澳門的名優和特色産品。

#### 2012年
「2012粵澳名優商品展銷會」於2012年8月1日至5日舉行，在開幕儀式後澳門貿易投資促進局分別與廣州市對外貿易經濟合作局簽署「2013澳門-廣州名品展」合作備忘錄，以及與中國國際貿易促進委員會廣州市委員會簽署「2013穗澳貿促機構、商協會聯席會議暨行業對接洽談」合作協議。同時首次舉辦「粵澳名優商品展示中心」，為各參展商和貿易買家打造了一個良好的商務配對服務平台。中心內展示了參展商最優質的三項商品，除了展示樣品之外，場內亦有專人為買家詳細介紹相關產品及聯絡相關參展商，並提供洽談場地和代辦貨品快遞等服務。
展銷會舉行期間，大會舉行了1場論壇及12場專業推介會、促成了873場粵澳品牌配對項目(其中於展示中心進行了79場配對洽談)、16項合作協議。 為了建立用家對商品直接評價的有效渠道，提高參展商和公眾對展會的投入和參與度，大會首次舉辦「最受歡迎粵澳名優商品」選舉，透過互聯網、手機程式和現場投票，選出公眾和專業人士心目中的「名優商品」。

#### 2013年
「2013粵澳名優商品展銷會」於2013年8月1日至8月4日舉行。同期更舉行另外三個展會包括「2013澳門第一屆海峽兩岸優良食品展」、「亞太婚慶博覽 2013」及「澳門國際啤酒節2013－第二屆啤酒、葡萄酒及烈酒博覽會」，澳門貿促局期望能夠產生協同效應，以達致客源互引、聯動合作，為展會參展商帶來更多元化的客源，讓參展產品得以更全面地宣傳推廣，並進一步提升展會吸引力和成效，既能擴大參展企業和客商的招商、採購層面，亦能進一步增強展會的吸引力，透過不同主題的展會，讓旅客和居民一起感受展會的熱鬧氣氛，把購物、消閒、婚慶、娛樂等豐富活動內容匯聚澳門。展銷會第二天(8月2日)更舉行「粵澳會展物流合作與發展」論壇，邀請到澳門會展及物流業界相關代表以及廣東省客商出席與會，論壇以演講及專題討論形式進行。
2013年的展銷會舉行期間，共吸引超過13萬7,600人次進場，更舉辦了「粵澳會展物流合作與發展」論壇及13場專業推介會、共促成966場配對洽談、17項合作協議。

#### 2014年
「2014粵澳名優商品展銷會」由澳門貿易投資促進局、廣東省商務廳聯合主辦，澳門展貿協會承辦，中國國際貿易促進委員會、中華人民共和國商務部外貿發展事務局作為特邀支持機構。展銷會以嘉年華形式進行，集貿易、文化交流、購物、消閒娛樂於一體，並發揮商貿平台作用，為粵澳企業創造商機，開拓澳門本土及以葡語國家為重點的國際市場。該屆展銷會共設284個展位，主要分為廣東展銷區及澳門展銷區兩大部分。廣東省共組織了省內20個地級市共129家企業參展，重點推介和展示食品、日用品及禮品三大種類的名優商品。澳門特色商品展銷區展位數目由87個增至102個，主要銷售澳門製造、澳門品牌及本澳代理之海外商品，藉此扶持中小企業，支持發展澳門品牌的產品和服務。
2014年展銷會共有4個合作項目簽約，項目涉及「2014澳門‧江門名品展」合作備忘錄、深澳企業簽訂飲品代理協議書、代理環保節能燈合作意向書及代理酒店用品合作意向書。該屆展會同期舉行了「粵澳企業採購洽談會」、「2014深澳經貿合作推介會」，提供經貿交往平台。此外，為進一步發揮澳門作為中葡經貿服務平台的作用，大會首次增設「葡萄牙商品展銷區」，專門銷售葡萄牙特色產品及食品，同時亦以優惠政策支持葡萄牙產品代理參展。

#### 2015年
“2015粵澳名優商品展銷會”主題為無限兼具娛樂性，作為促進粵澳兩地經貿合作，推動兩地會展業整體規劃、協同發展的重要活動之一。展場面積約6,000平方米，共設289個展位，廣東省名優商品展銷區共182個，澳門特色商品展銷區由上屆102個增至107個。廣東省共組織21個地級市以及佛山市順德區，共123家企業參展，主要銷售食品、日用品及禮品三大種類的名優商品。澳門展銷的商品以澳門製造、澳門品牌、澳門設計及澳門企業代理之海外特色商品為主。該屆展銷會特設“青年創業展區”及“青年文化創意展區”，並繼續於場內設立葡萄牙商品展銷區。
2015年展銷會4天共進行815個商業洽談對接，同期舉辦“2015深圳─澳門經貿交流推介會”，為深澳企業提供了經貿交流平台。 

### 粵澳名優商品展——威尼斯人舉辦時期

#### 2016年
“2016粵澳名優商品展”於2016年7月29日至31日在澳門威尼斯人會議展覽中心B館舉行。除了擴大展會規模且在新地點舉辦外，內容更較2015年屆豐富多元，不但增加了“一帶一路”及“懷舊風”等元素，並且首次與“澳門國際品牌連鎖加盟展2016”(2016MFE)同期舉行，發揮協同效應，為企業打造黃金新機遇。展場面積增至9,000平方米，共設357個展位，展位數目較2015年增加約兩成。展館主要分為“廣東省名優商品展區”、“澳門特色商品展區”、“印尼特色商品展區”。 其中“廣東省名優商品展區”有195個展位，吸引148家企業參展，劃分為食品、日用品及禮品、酒店用品及家電等。“澳門特色商品展區”共有112個展位，吸引112家企業參展。產品續以“澳門製造”、“澳門品牌”、“澳門設計”、澳門文創產品及本澳企業代理之海外特色商品為主。為推動中國與葡語國家商貿合作服務平台及“三個中心”的建設，場內續設葡萄牙食品專區，以銷售葡國的特色產品及食品。特別增設“印尼特色商品展區”，以加強 “一帶一路”沿線地區與中國內地、葡語國家及澳門業界間的商貿交流。邀請來自43家印尼的參展商共設50個展位，帶來當地的食品、珠寶、飾品、禮品、時裝、皮具及手工製品等特色商品。展館中央特設“粵澳懷舊商店街”，相約參與者在榕樹頭一同“穿越”60-80年代的街頭，享受購物、表演及遊戲的開心時刻，“引爆”參與者的“集體回憶”。
2016年為期三天的展覽共吸引超過83,000人次進場，進行了67場商業配對。 三天共進行67場商業配對 展會三天共進行了67場商業配對。大會同期還舉辦了“澳門特色金融經濟論壇”，介紹中國金融格局變化、融資租賃之優勢，以及探討如何結合澳門優勢和借助融資租賃業助力發展特色金融產業。

#### 2017年
“2017粵澳名優商品展”於2017年7月28日至30日在澳門威尼斯人會議展覽中心B館舉行。展會展場面積達9,000平方米，共設有345個展位，並與“澳門國際品牌連鎖加盟展2017”同期舉行發揮協同效應，為海內外客商打造新合作機遇。並加入了緬甸和印尼兩個“一帶一路”沿線國家的展區，相信能進一步促進粵澳與“一帶一路”國家和地區的經貿交流合作。該屆展會中首次舉辦“粵港澳大灣區經濟合作論壇”，希望讓業界及時掌握國家戰略部署，特別是澳門中葡平台在粵港澳大灣區中的政策機遇。2017年展覽首次匯聚粵澳、緬甸、印尼四地眾多名優和特色商品，優惠多不勝數。另外，大會在“車站廣場大街”安排系列豐富節目包括3D打印食品嚐鮮、現場客製文青小精品、車站迷宮、VR過山車“歷險之旅”、歌唱、魔術表演和多場特色商品推介活動。
三天活動中展商銷情理想，共進行了72場商業配對，大會亦組織了兩個展會的展商落區，感受不一樣的澳門面貌之餘，推動澳門社區經濟的發展。展會展場面積達9,000平方米，共設有345個展位，其中澳門107個、廣東省194個，為助力及參與“一帶一路”建設，今年和去年分別增設緬甸展區及印尼展區，參展展位分別為緬甸30個、印尼14個。

#### 2018年
“2018粵澳名優商品展”於2018年7月27至29日在澳門威尼斯人會議展覽中心B館舉行。“粵澳名優商品展”亦邁向十週年，將繼續堅持創新的主題，協助粤澳及“一帶一路”沿線國家拓展多邊經貿市場，加強合作。展覽內容涉及手信、食品、日用品、文創產品、本地老字號等。展會將進一步豐富“一帶一路”元素，特色商品展區將融入新主題突顯十週年慶典，並一如以往嚴格挑選各式高質素產品供消費者選購。
適逢展會十周年，除“加碼”“一帶一路”展區元素增設馬來西亞展區外，還打造了以海上絲綢之路為主題，並結合“粵港澳大灣區”元素，打造“粵澳10周年碼頭”為主題的“粵港澳大灣區展區”以及新設“粵澳青創力展區”，助力參展企業、尤其青創企業締造更多的貿易及品牌發展商機，參與國家“一帶一路”倡議，深化粵澳經貿合作，把握新時代商機。是次展會亦特設貴州省從江縣展區，以幫扶從江縣脫貧攻堅工作。展場面積達9,000平方米，設有超過380個展位。其中，廣東省今年共組織了132家企業，於“廣東省名優商品展示區”展出食品、日用品、家電家品及禮品等省內各地名優產品。“澳門特色商品展區”吸引112家企業參與，展示產品以“澳門製造”、“澳門品牌”、“澳門設計”、澳門文創產品及本澳企業代理的葡語國家商品為主，包括手信、食品及文創禮品等，讓大眾認識澳門品牌的特點，扶助本地中小企業擴大市場，增加知名度。“一帶一路”展區共有52個展位，新增設馬來西亞展區，與續設的緬甸展區及印尼展區，共同展示了當地的日用品、工藝品、珠寶玉器、服飾、手工藝與食品等特色商品。其中，馬來西亞展區有20家企業參與；緬甸展區有12家企業參與；印尼展區有10家企業參與。此外，為配合貿促局早前與貴州省從江縣簽署《利用會展業促進外貿流通及推廣發展合作協議》，通過是次展會平台特設貴州省從江縣展區，促進從江縣推廣特色文化及農牧業產品。展會首次引入“大會現場電子支付平台服務”，該服務涉及的電子支付平台包括“澳門通”、“澳門通錢包”、“支付寶”及“微信支付”。
2018年，展會在“一帶一路”展區首次新增“馬來西亞展區”。與此同時，配合大灣區城市群建設，設立“粵港澳大灣區展區”，舉辦 “粵港澳大灣區商務機構圓桌會議”等，期望把名優展與“一帶一路”建設和“粵港澳大灣區”發展兩大元素有機結合，以形成疊加效應。
2018年展會舉行期間同期舉辦了“粵港澳大灣區商務機構圓桌會議”、“‘澳門與從江經貿推廣合作系列’之‘品牌包裝與展覽的行銷策略’-實踐分享會 ”、“‘青創故事你與我’分享會”及商品推介會，助力企業把握時下商機，拓展市場。為喜迎展會十周年，大會在視覺、聽覺及味蕾等方面亦“加碼”提升市民及旅客的享受，不少“打卡點”、“遊戲點”及名優展位成為與會者流連忘返的地方。

#### 2019年
“2019粵澳名優商品展”於2019年7月26日至28日在澳門威尼斯人舉行。該展會將繼續堅持創新理念，引入更多粵澳的名優商品，助力粤港澳大灣區及“一帶一路”沿線國家拓展多邊經貿市場，加強合作。
2019年的展會增加“粵港澳大灣區青創力量展區”、“樂齡展示區”以及在“‘一帶一路’展區”增加 “泰國展區”。會場設置超過400個展位，展位數目較去年上升。廣東展區設175個展位，澳門展區設102個展位。“一帶一路”展區達近百個展位，包括新增“泰國展區”，以及續設的印尼、緬甸及馬來西亞展區，展銷眾多特色商品如食品、日用品及手工藝品等，促進粵澳與東南亞地區經貿合作。“粵港澳大灣區青創力量展區”展區將分為“青創走廊”及“科創走廊”兩部份，並設有“青創工作坊”，邀請粵港澳大灣區青年創業團體到現場舉辦工作坊，此舉既呼應《規劃綱要》中關於國際科技創新中心的建設推動工作，亦為青年們提供交流平台，並加大市民對大灣區青創理念的了解和產品的支持。展會期間將舉辦“粵港澳大灣區商務機構圓桌會議”，大灣區11個城市的商務機構共同探討《規劃綱要》出台後，如何充分利用澳門與葡語國家營商優勢共拓商機。為配合貿促局與貴州省從江縣簽署《利用會展業促進外貿流通及推廣發展合作協議》，續設“貴州省從江縣展區”，大會繼續引入電子支付及信用卡支付。2019年的展會繼續與“澳門國際品牌連鎖加盟展”同期舉行。

#### 2020年
「2020粵澳名優商品展」於2020年12月11日至13日在澳門威尼斯人展館A舉行，展位數目近400個，吸引近340個參展商參與。設有五個基 本展區包括：「 澳門特色商品展區 」、「 廣東省名優商品展區 」、「『 一帶一路 』展區 」、「 青創力量展區 」、「 廣東省國有企業展區 」以及該屆新增的「 粵澳美食頻道展區 」。當中廣東省名優商品展區有七成是新參展商，而澳門特色商品展區有146個展位，有超過六成是新參展商。受疫情影響，貿促局為協助本地企業尋覓商機，推出中小企抗疫優惠，特意把參展費用下調，藉此鼓勵中小企業透過是次展會活動拓展商機，以更好地重振疫後經濟。
主辦單位將所有參展商資料及商品圖片上載到網站作長期性推廣，有參展商滿意展會成效，認為展會加入直播、導賞及走訪等元素有利企業開拓營商市場；與會市民遊客皆選購到心儀商品，為疫情下的粵澳經濟注入活力。該屆展會以「粵澳美食頻道」為主題，並增設「粵澳美食頻道展區」、「直播間」等。
該屆展會更首次設廣東省國有企業展區、“粵澳美食頻道展區”，並裝置新鮮的巨型生果牆及“粵澳超級大富翁”等“打卡位”。“粵澳大舞台”安排豐富的歌舞、魔術、互動遊戲、商品推介環節等，點燃場內氣氛。此外，主辦單位組織及安排參展參會客商到中南區觀光消費。

#### 2021年
「2021粵澳名優商品展」於2021年11月26日至28日在澳門威尼斯人金光會展舉行，以「智慧生活」為主題，融合線上線下方式，助力客商提高曝光率和商業洽談等。展會面積為9,000平方米，共吸引351家參展商參與，包括澳門展區174家企業、廣東省展區150家企業、「一帶一路」及其他展區共27家企業參加。當中科創及家電類別參展企業較去年增加約8成。
展覽近400個展位，並在過往「澳門特色商品展區」、「廣東省名優商品展區」、「『一帶一路』展區 」基礎上，加入切合時代發展熱點的科技元素，增設「智慧生活展區」，同場展銷家電、科創、文創、食品、旅遊、日用品、珠寶首飾等品類的名優產品。大會將採取一系列防疫措施保障與會者安全，進出會場人士須接受測溫、出示澳門健康碼和佩戴口罩。

#### 2022年
「2022粵澳名優商品展」於2022年11月11日至13日在澳門威尼斯人金光會展展館D舉行，總面積9,000平方米，共設406個展位，有358家參展商參展。其中，澳門商參展173家。展會繼續設有「一帶一路」展區，來自緬甸、印尼、馬來西亞和泰國4個東盟國家共20個參展商參展。該屆展會的亮點可歸納為「1+4+N」，「1」是今年展會的一大主打：預製菜。預製菜市場是內地食品行業發展的新「風口」，更可為粵澳企業尤其是中小微企業開啟合作新模式。展會招募了60家來自粵港澳大灣區的相關行業展商參展；「4」就是今屆展會重點圍繞大健康、現代金融、高新技術和文旅會展商貿四大產業，包括增設「四大產業展區」，共有102家四大產業相關企業參展。「N」就是通過是屆展會支持多個行業逐步恢復，將配合「雙11」主題，結合線下現場促銷和線上直播推廣等模式，更針對性地安排分別以澳門製造（MinM）、大灣區內地九市，以及澳門工商業為主題的配對專場，期望進一步發揮會展動能，助力N個不同行業恢復。
2022年的展會線上線下促成逾140場洽談。三日直播及回放總觀看量逾100萬次。”首次加入“直播帶貨”，以“預製菜”產地直播及“雙11”為主題，透過本地電商平台於展前及活動期間進行8場直播銷售專場，共推廣逾百件產品，線上線下拉動消費。同時，展會期間安排6位粵澳兩地主持人及網絡達人以現場直播、走訪等形式，合共進行50多小時直播宣傳，吸引逾160家企業參與。大會繼續組織參展客商深入社區遊覽、消費及品嚐美食；同時安排廣東省餐飲業界代表品味澳門美食之都精緻餐飲的特色，藉此延伸展會成效，以會展帶動社區經濟，推廣澳門美食之都的多樣性。

#### 2024年
「2024粵澳名優商品展」於2024年7月25日至28日在澳門威尼斯人金光會展展館D舉行，並於同年5月2日至16日開展招商申請。
現場除有廣東省、澳門地區、“一帶一路”沿線國家及地區的名優商品外，更引入清真食品，同時升級“美食試新室”至2.0版本。大會首次引入國潮風，既有互動遊戲亦有內地及澳門地區的國潮原創時裝展示；現場還有大量精美禮品、折扣產品，豐富多元產品務求擊中各類喜好。更安排消費獎賞、打卡送禮、壓軸大抽獎等助興環節。並冠名為「慶祝中華人民共和國成立七十五周年、澳門回歸祖國廿五周年」活動，參展企業共453家，廣東共有201家企業參展，當中七成為首次參展，“一帶一路”沿線國家及地區等有72家參展。

### 粵澳名優商品展——銀河國際會議中心舉辦時期

#### 2023年
2023年「粵澳名優商品展」於該年7月27日至7月30日在新投入營運的銀河國際會議中心舉行。繼續匯聚澳門、廣東省、“一帶一路”沿線國家和地區出色產品，包括年銷量過億人民幣的預製菜企業、智慧家電、日用品、服飾文創、澳門製造、澳門品牌、葡語國家產品等，超過400家企業在現場設置攤位進行展銷。該屆“名優展”起恢復增設 “專業觀眾日”，將展期延長至4日，特別邀請到中國大陸、“一帶一路”沿線國家及地區、代理葡語國家產品專業買家參與導賞、配對、論壇、推介會，讓參展商及專業觀眾集中配對洽談，助粵澳參展企業打造品牌、拓展市場。

## 粵澳名優產品博覽中心
由南粵集團旗下南粵發展有限公司，設於青茂口岸澳門邊檢大樓6樓、佔地5000平方米的粵澳名優產品博覽中心『名優匯』在12月27日開業。中心涵蓋大型連鎖超市、地道美食、藥房、粵澳文創品牌及直播電商基地等，已有30多家中小企進駐。以三個助力概括中心特色。一是助力粵澳和葡語國家名優產品發展。中心取名「名優匯」，旨為符合澳門製造、澳門品牌、代理葡語國家等澳門企業產品，以及廣東的名優產品，增加推廣及銷售渠道。二是助力以大帶小，希望透過由南粵發展有限公司的大企業營運，多家本澳特色中小企業進駐的合作形式，以大帶小助力中小企業發展。三是助力更多新業態發展，除有企業進駐，也有公共空間可舉辦不同類型活動，包括直播、展示、青創活動等，通過更多不同活動的安排，與場內的零售和餐飲企業等形成良好互動。

## 歷屆展覽會
| 年份   | 舉辦日期        | 舉辦場地                  | 備注                                                               |
| ------ | --------------- | ------------------------- | ------------------------------------------------------------------ |
| 2009年 | 7月30日至8月2日 | 澳門漁人碼頭會展中心      |                                                                    |
| 2010年 | 7月21日至25日   | 澳門漁人碼頭會展中心      |                                                                    |
| 2011年 | 7月28日至31日   | 澳門漁人碼頭會展中心      |                                                                    |
| 2012年 | 8月1日至5日     | 澳門漁人碼頭會展中心      |                                                                    |
| 2013年 | 8月1日至8月4日  | 澳門漁人碼頭會展中心      |                                                                    |
| 2014年 | 7月31日至8月3日 | 澳門漁人碼頭會展中心      |                                                                    |
| 2015年 | 7月30日至8月2日 | 澳門漁人碼頭會展中心      |                                                                    |
| 2016年 | 7月29日至31日   | 澳門威尼斯人展館B         | 活動展期縮短至3日                                                  |
| 2017年 | 7月28日至30日   | 澳門威尼斯人展館B         |                                                                    |
| 2018年 | 7月27日至29日   | 澳門威尼斯人展館B         |                                                                    |
| 2019年 | 7月26日至28日   | 澳門威尼斯人展館B         |                                                                    |
| 2020年 | 12月11日至13日  | 澳門威尼斯人金光會展展館A | 展覽首次在年尾舉辦                                                 |
| 2021年 | 11月26日至28日  | 澳門威尼斯人金光會展展館D | 原訂在7月30日至8月1日需要首次延期                                  |
| 2022年 | 11月11日至13日  | 澳門威尼斯人金光會展展館D | 原訂於7月29日至31日要第二次延期                                    |
| 2023年 | 7月27日至30日   | 銀河國際會議中心          | 展期重新恢復至4日，並回復在暑假期間舉行                            |
| 2024年 | 7月25日至28日   | 澳門威尼斯人金光會展展館D | 展覽再度改為威尼斯人會議展覽中心舉行，展位和參與商家數量為歷屆之冠 |
| 2025年 | 7月24日至27日   | 澳門威尼斯人金光會展展館D |                                                                    |

## 相關事件

### 展覽首度延期
2020年上半年，澳門受首波和第二波COVID-19疫情影響，加上出入境限制，導致會展及商務洽談活動無法進行。同年9月1日，澳門會議展覽業協會表示隨著疫情緩和，加上珠澳兩地放寬出入境限制政策，下半年澳門逐步恢復舉辦會展的招商活動。其中「2020粵澳名優商品展」由原本每年7月下旬至8月上旬舉行，首次移至該年12月11日至13日舉行。

### 展覽兩度延期
“2021粵澳名優商品展”原訂在該年7月30日至8月1日在澳門威尼斯人舉行。
2021年7月8日，貿易投資促進局表示基於鄰近地區COVID-19疫情的發展狀況，影響到中國大陸參展企業及客商赴澳安排。在維持辦好粵澳名優商品展，以促進粵澳會展經貿交流合作的前提下，主辦方經審慎考慮，決定將“2021粵澳名優商品展”延期至9月3日至5日舉行。最終“2021粵澳名優商品展”延期到該年11月26日至28日舉行。

### 展覽第三度延期
2022年7月19日，受澳門6‧18大規模COVID-19疫情，澳門貿易投資促進局表示，配合特區政府疫情防控工作，原訂於2022年7月29日至31日舉行的「2022粵澳名優商品展」將延期舉辦，具體日期稍後公布。

#### 2022年COVID-19確診患者到訪
2022年11月12日，澳門新型冠狀病毒感染應變協調中心公佈新增2例COVID-19輸入關聯個案，其中一例21歲的女患者曾經在2022年11月13日下午曾到威尼斯人B展館的粵澳名優展，並在餐飲區進食。對於有傳媒關注眾多大型活動即將舉行，衛生局局長羅奕龍表示，相關感染個案的染疫情況清晰，未至於構成很大的風險，加上活動本身有預案，故認為對澳門大型活動不受影響。

## 外部連結
- 粵澳名優商品展官方網站 （页面存档备份，存于）